# Grande Prêmio da Espanha de 2022
Grande Prêmio da Espanha de 2022 (formalmente denominado Formula 1 Pirelli Gran Premio de España 2022) foi a sexta etapa da temporada de 2022 da Fórmula 1. Foi disputada em 22 de maio de 2022 no Circuito de Barcelona-Catalunha, Montmeló, Espanha.

## Resultados

### Treino classificatório
| 1                        | 16 | Charles Leclerc  | Ferrari               | 1:19.861 | 1:19.969 | 1:18.750 | 1  |
| 2                        | 1  | Max Verstappen   | Red Bull Racing-RBPT  | 1:20.091 | 1:19.219 | 1:19.073 | 2  |
| 3                        | 55 | Carlos Sainz Jr. | Ferrari               | 1:19.892 | 1:19.453 | 1:19.166 | 3  |
| 4                        | 63 | George Russell   | Mercedes              | 1:20.218 | 1:19.470 | 1:19.393 | 4  |
| 5                        | 11 | Sergio Pérez     | Red Bull Racing-RBPT  | 1:20.447 | 1:19.830 | 1:19.420 | 5  |
| 6                        | 44 | Lewis Hamilton   | Mercedes              | 1:20.252 | 1:19.794 | 1:19.512 | 6  |
| 7                        | 77 | Valtteri Bottas  | Alfa Romeo-Ferrari    | 1:20.355 | 1:20.053 | 1:19.608 | 7  |
| 8                        | 20 | Kevin Magnussen  | Haas-Ferrari          | 1:20.227 | 1:19.810 | 1:19.682 | 8  |
| 9                        | 3  | Daniel Ricciardo | McLaren-Mercedes      | 1:20.549 | 1:20.287 | 1:20.297 | 9  |
| 10                       | 47 | Mick Schumacher  | Haas-Ferrari          | 1:20.683 | 1:20.436 | 1:20.368 | 10 |
| 11                       | 4  | Lando Norris     | McLaren-Mercedes      | 1:20.838 | 1:20.471 | —        | 11 |
| 12                       | 31 | Esteban Ocon     | Alpine-Renault        | 1:20.880 | 1:20.638 | —        | 12 |
| 13                       | 22 | Yuki Tsunoda     | AlphaTauri-RBPT       | 1:20.707 | 1:20.639 | —        | 13 |
| 14                       | 10 | Pierre Gasly     | AlphaTauri-RBPT       | 1:20.719 | 1:20.861 | —        | 14 |
| 15                       | 24 | Guanyu Zhou      | Alfa Romeo-Ferrari    | 1:20.476 | 1:21.094 | —        | 15 |
| 16                       | 5  | Sebastian Vettel | Aston Martin-Mercedes | 1:20.954 | —        | —        | 16 |
| 17                       | 14 | Fernando Alonso  | Alpine-Renault        | 1:21.043 | —        | —        | 20 |
| 18                       | 18 | Lance Stroll     | Aston Martin-Mercedes | 1:21.418 | —        | —        | 17 |
| 19                       | 23 | Alexander Albon  | Williams-Mercedes     | 1:21.645 | —        | —        | 18 |
| 20                       | 6  | Nicholas Latifi  | Williams-Mercedes     | 1:21.915 | —        | —        | 19 |
| Tempo dos 107%: 1:25.451 |    |                  |                       |          |          |          |    |
| Fonte:                   |    |                  |                       |          |          |          |    |

Notas

### Corrida
| Pos.                                                                            | Nu. | Piloto           | Construtor            | Voltas | Tempo/Retirado   | Pit Stop | Pneus | Grid | Pontos |
| ------------------------------------------------------------------------------- | --- | ---------------- | --------------------- | ------ | ---------------- | -------- | ----- | ---- | ------ |
| 1                                                                               | 1   | Max Verstappen   | Red Bull Racing-RBPT  | 66     | 1:37:20.475      | 3        |       | 2    | 25     |
| 2                                                                               | 11  | Sergio Pérez     | Red Bull Racing-RBPT  | 66     | +13.072          | 3        |       | 5    | 18+1   |
| 3                                                                               | 63  | George Russell   | Mercedes              | 66     | +32.927          | 3        |       | 4    | 15     |
| 4                                                                               | 55  | Carlos Sainz Jr. | Ferrari               | 66     | +45.208          | 3        |       | 3    | 12     |
| 5                                                                               | 44  | Lewis Hamilton   | Mercedes              | 66     | +54.534          | 3        |       | 6    | 10     |
| 6                                                                               | 77  | Valtteri Bottas  | Alfa Romeo-Ferrari    | 66     | +59.976          | 2        |       | 7    | 8      |
| 7                                                                               | 31  | Esteban Ocon     | Alpine-Renault        | 66     | +1:15.397        | 3        |       | 12   | 6      |
| 8                                                                               | 4   | Lando Norris     | McLaren-Mercedes      | 66     | +1:23.235        | 3        |       | 11   | 4      |
| 9                                                                               | 14  | Fernando Alonso  | Alpine-Renault        | 65     | +1 volta         | 3        |       | 20   | 2      |
| 10                                                                              | 22  | Yuki Tsunoda     | AlphaTauri-RBPT       | 65     | +1 volta         | 3        |       | 13   | 1      |
| 11                                                                              | 5   | Sebastian Vettel | Aston Martin-Mercedes | 65     | +1 volta         | 2        |       | 16   |        |
| 12                                                                              | 3   | Daniel Ricciardo | McLaren-Mercedes      | 65     | +1 volta         | 3        |       | 9    |        |
| 13                                                                              | 10  | Pierre Gasly     | AlphaTauri-RBPT       | 65     | +1 volta         | 3        |       | 14   |        |
| 14                                                                              | 47  | Mick Schumacher  | Haas-Ferrari          | 65     | +1 volta         | 2        |       | 10   |        |
| 15                                                                              | 18  | Lance Stroll     | Aston Martin-Mercedes | 65     | +1 volta         | 3        |       | 17   |        |
| 16                                                                              | 6   | Nicholas Latifi  | Williams-Mercedes     | 64     | +2 voltas        | 3        |       | 19   |        |
| 17                                                                              | 20  | Kevin Magnussen  | Haas-Ferrari          | 64     | +2 voltas        | 2        |       | 8    |        |
| 18                                                                              | 23  | Alexander Albon  | Williams-Mercedes     | 64     | +2 voltas        | 4        |       | 18   |        |
| Ret                                                                             | 24  | Guanyu Zhou      | Alfa Romeo-Ferrari    | 28     | Perda de energia | 2        |       | 15   |        |
| Ret                                                                             | 16  | Charles Leclerc  | Ferrari               | 27     | Turbo            | 2        |       | 1    |        |
| Volta mais rápida: Sergio Pérez (Red Bull Racing-RBPT) – 1:24.108 (na volta 55) |     |                  |                       |        |                  |          |       |      |        |
| Fonte:                                                                          |     |                  |                       |        |                  |          |       |      |        |

## Curiosidades
- Primeiro abandono de Charles Leclerc na temporada, depois de 5 corridas.
- 2º abandono consecutivo de Guanyu Zhou.
- 2º vitória de Max Verstappen no Grande Prêmio da Espanha.
- Primeira vez que George Russell lidera uma corrida desde o Grande Prêmio de Sakhir de 2020.
- George Russell conquista o 3º pódio na categoria, o 2º dele pela Mercedes, e nesta temporada, superou Lewis Hamilton como o piloto da equipe com mais pódios na temporada.
- 5º vez na temporada que George Russell supera Lewis Hamilton.
- Max Verstappen iguala o número de vitórias de Juan Manuel Fangio, com 24 vitórias.
- Última corrida disputada no traçado com as chicanes na curva Europcar.

## Voltas na liderança
| Nº de Voltas | Piloto          | Voltas       |
| ------------ | --------------- | ------------ |
| 26           | Charles Leclerc | 1–26         |
| 25           | Max Verstappen  | 38–44; 49–66 |
| 11           | Sergio Pérez    | 31–37; 45–48 |
| 4            | George Russell  | 27–30        |

## 2022DHLFastest Pit Stop Award

### Resultado
| 1      | 16 | Charles Leclerc  | Ferrari              | 2.23 | 25 |
| 2      | 55 | Carlos Sainz Jr. | Ferrari              | 2.37 | 18 |
| 3      | 1  | Max Verstappen   | Red Bull Racing-RBPT | 2.49 | 15 |
| 4      | 11 | Sergio Perez     | Red Bull Racing-RBPT | 2.50 | 12 |
| 5      | 31 | Esteban Ocon     | Alpine-Renault       | 2.52 | 10 |
| 6      | 4  | Lando Norris     | McLaren-Mercedes     | 2.55 | 8  |
| 7      | 3  | Daniel Ricciardo | McLaren-Mercedes     | 2.57 | 6  |
| 8      | 10 | Pierre Gasly     | AlphaTauri-RBPT      | 2.57 | 4  |
| 9      | 14 | Fernando Alonso  | Alpine-Renault       | 2.58 | 2  |
| 10     | 44 | Lewis Hamilton   | Mercedes             | 2.65 | 1  |
| Fonte: |    |                  |                      |      |    |

### Classificação
| Tabela do DHL Fastest Pit Stop Award \| Pos \| Construtor \| Pontos \| \| --- \| --------------------- \| ------ \| \| 1 \| McLaren-Mercedes \| 172 \| \| 2 \| Red Bull Racing-RBPT \| 161 \| \| 3 \| Ferrari \| 101 \| \| 4 \| Williams-Mercedes \| 41 \| \| 5 \| Alpine-Renault \| 40 \| \| 6 \| AlphaTauri-RBPT \| 33 \| \| 7 \| Aston Martin-Mercedes \| 30 \| \| 8 \| Mercedes \| 25 \| \| 9 \| Alfa Romeo-Ferrari \| 1 \| \| 10 \| Haas-Ferrari \| 0 \| |                       |        |
| Pos | Construtor            | Pontos |
| 1 | McLaren-Mercedes      | 172    |
| 2 | Red Bull Racing-RBPT  | 161    |
| 3 | Ferrari               | 101    |
| 4 | Williams-Mercedes     | 41     |
| 5 | Alpine-Renault        | 40     |
| 6 | AlphaTauri-RBPT       | 33     |
| 7 | Aston Martin-Mercedes | 30     |
| 8 | Mercedes              | 25     |
| 9 | Alfa Romeo-Ferrari    | 1      |
| 10 | Haas-Ferrari          | 0      |

## Tabela do campeonato após a corrida
Somente as cinco primeiras posições estão incluídas nas tabelas.
| Pos | Piloto           | Pontos | Var |
| --- | ---------------- | ------ | --- |
| 1   | Max Verstappen   | 110    | 1   |
| 2   | Charles Leclerc  | 104    | 1   |
| 3   | Sergio Pérez     | 85     | 0   |
| 4   | George Russell   | 74     | 0   |
| 5   | Carlos Sainz Jr. | 65     | 0   |

| Pos | Construtor           | Pontos | Var |
| --- | -------------------- | ------ | --- |
| 1   | Red Bull Racing-RBPT | 195    | 1   |
| 2   | Ferrari              | 169    | 1   |
| 3   | Mercedes             | 120    | 0   |
| 4   | McLaren-Mercedes     | 50     | 0   |
| 5   | Alfa Romeo-Ferrari   | 39     | 0   |